# Musée Elwood-Haynes
Le musée Elwood-Haynes (Elwood Haynes Museum) est un musée installé dans l'ancien manoir d'Elwood Haynes situé à Kokomo dans l'Indiana. Elwood Haynes était un inventeur à qui l'on doit d'avoir été le premier à produire commercialement des voitures en 1894. Il a également inventé l'acier inoxydable et le stellite. Il est devenu millionnaire en 1916 et a fait construire le manoir situé sur South Webster Street, où il a vécu jusqu'à sa mort en 1925.
En 1957, le fils d'Elwood, March Haynes, a vendu le manoir à Martin J. Caserio, directeur général de la division radio Delco de General Motors, qui l'a habité avec sa famille. Lorsque Caserio a été transféré à Détroit en 1964, GM a acheté la maison dans le cadre du programme de relocalisation des cadres et elle est restée vacante jusqu'en 1965, date à laquelle elle a été achetée par la fille d'Elwood Haynes, Bernice Haynes Hillis, qui en a fait don à la ville de Kokomo pour l'usage qu'elle en fait aujourd'hui. Depuis 1967, il est ouvert au public et les conservateurs du musée ont rassemblé de nombreuses inventions originales d'Elwood Haynes pour les exposer dans le bâtiment. Le musée abrite également plus de 15 000 documents et photographies provenant de la correspondance personnelle et professionnelle d'Elwood Haynes depuis 1877. Le musée présente des expositions sur la vie d'Elwood Haynes et est ouvert au public qui peut visiter le bâtiment. Son laboratoire privé est situé de l'autre côté de la rue, mais il s'agit actuellement d'une résidence privée qui ne peut être visitée,,
Il a été ajouté au Registre national des lieux historiques en 1984.